# Nikita Kriúkov
Nikita Valérievich Kriúkov –en ruso, Никита Валерьевич Крюков– (Moscú, URSS, 30 de mayo de 1985) es un deportista ruso que compite en esquí de fondo. 
Participó en dos Juegos Olímpicos de Invierno, obteniendo dos medallas, oro en Vancouver 2010, en la prueba de velocidad individual, y plata en Sochi 2014, en velocidad por equipo (junto con Maxim Vylegzhanin).
Ganó cinco medallas en el Campeonato Mundial de Esquí Nórdico entre los años 2011 y 2017.

## Palmarés internacional
| Juegos Olímpicos   | Juegos Olímpicos       | Juegos Olímpicos  | Juegos Olímpicos     |
| Año                | Lugar                  | Medalla           | Prueba               |
| ------------------ | ---------------------- | ----------------- | -------------------- |
| 2010               | Vancouver (Canadá)     | Medalla de oro    | Velocidad individual |
| 2014               | Sochi (Rusia)          | Medalla de plata  | Velocidad por equipo |
| Campeonato Mundial |                        |                   |                      |
| Año                | Lugar                  | Medalla           | Prueba               |
| 2011               | Oslo (Noruega)         | Medalla de bronce | Velocidad por equipo |
| 2013               | Val di Fiemme (Italia) | Medalla de oro    | Velocidad individual |
| 2013               | Val di Fiemme (Italia) | Medalla de oro    | Velocidad por equipo |
| 2015               | Falun (Suecia)         | Medalla de plata  | Velocidad por equipo |
| 2017               | Lahti (Finlandia)      | Medalla de oro    | Velocidad por equipo |